# Marco Fedi
Marco Fedi (Ascoli Piceno, 13 aprile 1958) è un politico italiano.

## Biografia
Emigrato in Australia nel 1983, Fedi ha lavorato per la Federazione Italiana dei Lavoratori e Famiglie Immigranti (FILEF) ad Adelaide, nell'Australia meridionale fino al 1992.
In seguito ha lavorato per il patronato INCA-CGIL fino al 1997 e poi è stato impiegato fino al 2005 nel centro multimediale del Comitato Assistenza Italiani (Co.As.It.).

### Carriera politica
È stato eletto alla Camera dei Deputati italiana alle elezioni politiche del 2006, candidato della coalizione di centro-sinistra L'Unione nella ripartizione Africa, Asia, Oceania e Antartide; in seguito è stato rieletto nel 2008 con il Partito Democratico con 12.409 preferenze. Alle elezioni politiche del 2013 è stato riconfermato per il terzo mandato.
Fedi è membro della III commissione permanente Affari Esteri e Comunitari della Camera dei Deputati ed è presidente del gruppo interparlamentare di amicizia Italia-Australia; in passato ha fatto parte quale componente e Vicesegretario dei Paesi anglofoni del Consiglio generale degli Italiani all'Estero.
Dopo 12 anni trascorsi ininterrotti in Parlamento, non si ricandida più alle elezioni politiche del 2018.